# Soyuz 21
Soyuz 21 foi uma missão tripulada soviética à estação espacial Salyut 5, realizada entre junho e agosto de 1976.

## Tripulação
| Posição           | Cosmonauta      |
| ----------------- | --------------- |
| Comandante        | Boris Volynov   |
| Engenheiro de voo | Vitali Zholobov |

## Parâmetros da Missão
- Massa: 6800 kg
- Perigeu: 246 km
- Apogeu: 274 km
- Inclinação: 51.6°
- Período: 89.7 minutos

## Pontos altos da missão
A estada do grupo na Salyut 5 coincidiu com o começo do exercício militar Siber na Sibéria. Os cosmonautas observaram o exercício como parte da avaliação das capacidades militares de vigilância da estação. Eles conduziram apenas alguns experimentos científicos, estes incluíam o uso do forno de Kristall para o crescimento de cristais. Os experimentos de engenharia incluíam testes do sistema de transferência de propelante com implicações para as futuras operações da carregadora Progress.
Os experimentos conduzidos durante a missão era principalmente de natureza militar como parte do programa Almaz. Entretanto, vários trabalhou puramente científicos também foram realizados, incluindo observações solares e observações biológicas (um aquário com peixes foi levado em órbita). Um link com a TV com crianças na escola também foi realizado.
O grupo da Soyuz 21 deixou a estação subitamente, antes da data programada de retorno. Isto foi atribuído a uma chama, uma falha no sistema de controle do ambiente, e a problemas de saúde causados por gases de substâncias químicas usadas para desenvolver os filmes das câmeras de observação. Foram feitas menções de vapores venenosos presentes na estação, porém o grupo também aparentou estar sofrendo fisicamente e psicologicamente por outras razões. Zholobov em particular passou por um grande mal estar espacial.